# Assé-le-Riboul
Assé-le-Riboul ist eine Gemeinde mit 478 Einwohnern (Stand: 1. Januar 2022) in Frankreich. Sie liegt im Département Sarthe und in der Region Pays de la Loire. Assé-le-Riboul gehört zum Arrondissement Mamers und zum Kanton Sillé-le-Guillaume. Die Einwohner werden Asséens genannt.

## Geografie
Assé-le-Riboul liegt etwa 22 Kilometer nordnordwestlich von Le Mans am Ufer des Flusses Longuève. Die Sarthe begrenzt die Gemeinde im Osten. Umgeben wird Assé-le-Riboul von den Nachbargemeinden Saint-Christophe-du-Jambet im Norden und Nordwesten, Beaumont-sur-Sarthe im Nordosten, Maresché im Osten, Saint-Marceau im Südosten, Le Tronchet im Süden, Mézières-sous-Lavardin im Süden und Südwesten, Vernie im Südwesten sowie Ségrie im Westen.

## Einwohnerentwicklung
| 1962                       | 1968 | 1975 | 1982 | 1990 | 1999 | 2006 | 2018 |
| -------------------------- | ---- | ---- | ---- | ---- | ---- | ---- | ---- |
| 660                        | 600  | 483  | 417  | 398  | 420  | 474  | 504  |
| Quellen: Cassini und INSEE |      |      |      |      |      |      |      |

## Sehenswürdigkeiten
- Kirche Saint-Pierre aus dem 13. Jahrhundert, Umbauten aus dem 17. und 20. Jahrhundert
- Reste der Kapelle von Possé

## Gemeindepartnerschaften
Mit der elsässischen Gemeinde Obermorschwihr im Département Haut-Rhin (Elsass) besteht eine Gemeindepartnerschaft.